# Carthage+
Carthage+ est une chaîne de télévision généraliste privée tunisienne basée à Tunis, destinée aux téléspectateurs arabophones. Elle propose une programmation axée sur le divertissement et les fictions. Elle diffuse depuis 2017.

## Histoire
Le lancement de Carthage+ entre dans le cadre de la mise en œuvre d'un projet global comprenant également la création, à Tunis, d'une université spécialisée dans l'audiovisuel et d'une Mediacity, une zone franche construite pour encourager l'implantation des organisations de médias, les agences de presse, les agences de publicité et autres entreprises du secteur des médias.